# Futbol a Madagascar
El futbol és l'esport més popular a Madagascar, seguit pel rugbi. És dirigit per la Federació Malgaixa de Futbol. La selecció de futbol mai s'ha classificat per cap Copa del Món. L'any 2019 arribà a quarts de final de la Copa d'Àfrica de Nacions 2019, on derrotà equips com Nigèria o la RD del Congo.

## Competicions

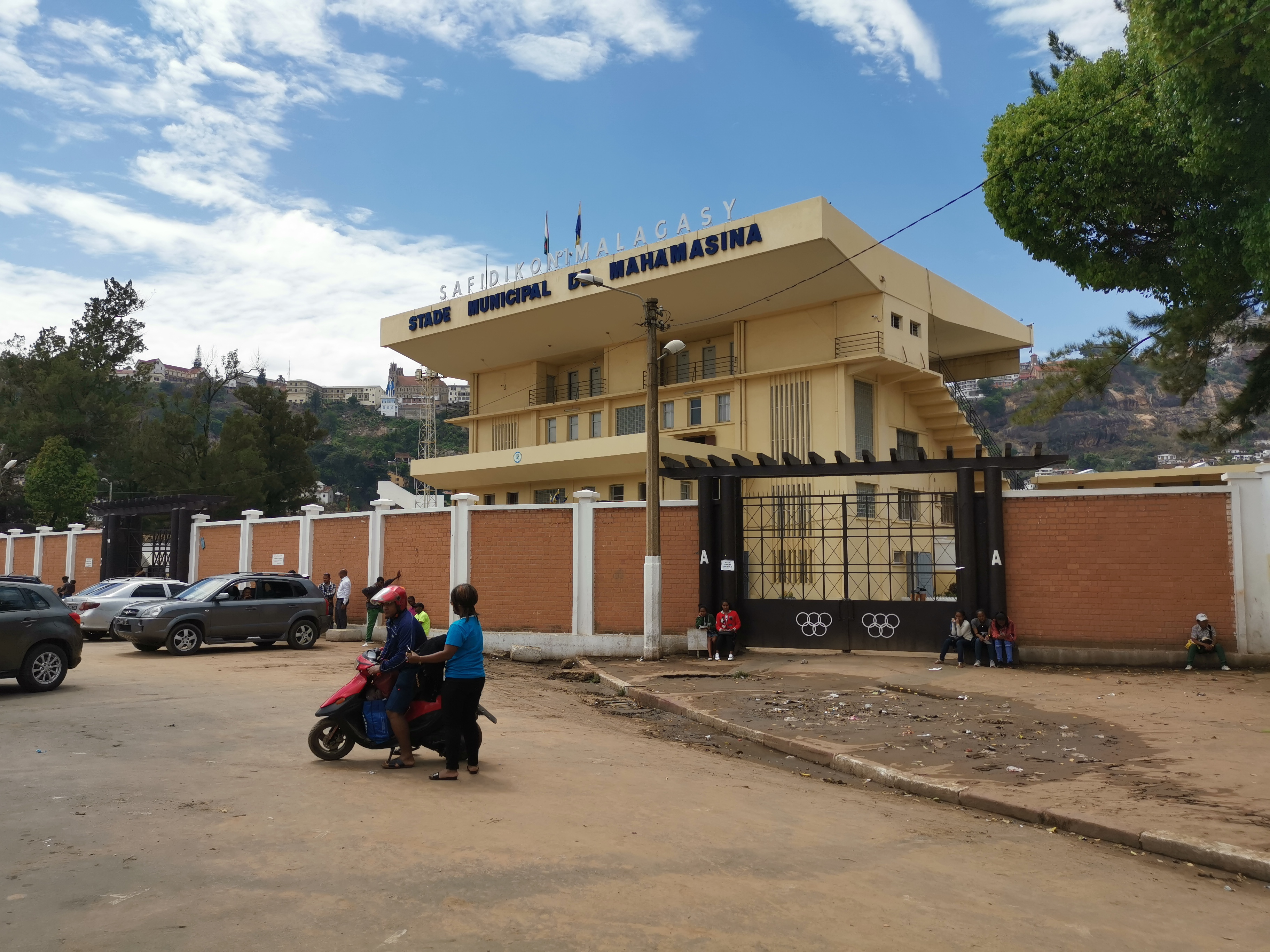
Estadi Municipal de Mahamasina.

L'any 2019 començà la primera lliga professional de futbol anomenada Pro League.
- Lliga malgaixa de futbol
- Copa malgaixa de futbol
- Supercopa malgaixa de futbol

## Principals clubs
Clubs amb més títols nacionals a 2020.
- Caisse Nationale de Prévoyance Sociale Sport
- Association Sportive ADEMA Analamanga
- Fortior Club de la Côte Ouest
- Association Sportive Sotema
- Association Sportive Saint-Michel Elgeco Plus

## Principals estadis

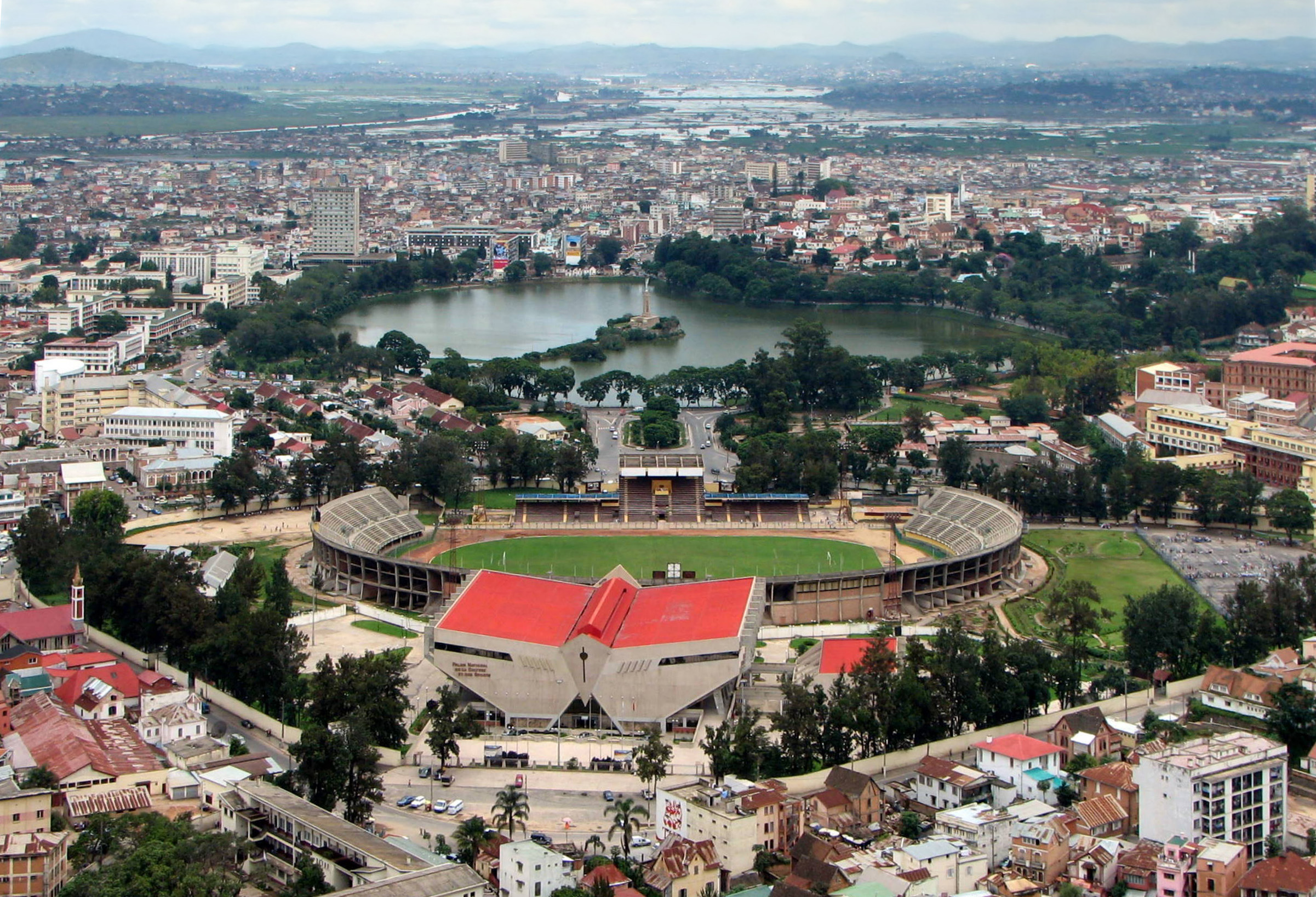
Estadi Municipal de Mahamasina.

Font:
| # | Estadi                         | Capacitat | Ciutat       |
| - | ------------------------------ | --------- | ------------ |
| 1 | Estadi Municipal de Mahamasina | 22.000    | Antananarivo |
| 2 | Estadi Barikadimy              | 20.000    | Toamasina    |